# Fritillaria stribrnyi
Fritillaria stribrnyi är en liljeväxtart som beskrevs av Josef Velenovský. Fritillaria stribrnyi ingår i Klockliljesläktet och i familjen liljeväxter. Inga underarter finns listade.